# Robert Badenberg
Robert Badenberg (* 6. Juni 1961) ist ein deutscher evangelikaler Theologe, Missiologe, Kulturanthropologe, Dozent und Buchautor in den Disziplinen Theologie, Missiologie, Kulturanthropologie.

## Leben und Wirken
Badenberg absolvierte von 1976 bis 1979 eine Lehre als Maschinenbauer und Werkzeugmacher und von 1982 bis 1987 eine theologische Ausbildung am Theologischen Seminar der Liebenzeller Mission. Von 1989 bis 2003 arbeitete er als Missionar der Liebenzeller Mission in Sambia (Südafrika). Sein Studium zum „Master of Arts in Missiology“ schloss er 1999 bei Lothar Käser an der Akademie für Weltmission (AWM), dem deutschen Zweig der Columbia International University in Korntal mit seiner Master-Thesis über The body, soul and spirit concept of the Bemba in Zambia ab, einer Untersuchung zum Menschenbild der Bemba, eine Ethnie im Norden Sambias. Im Jahr 2001 promovierte er an der Universität von Südafrika (UniSA) mit seiner Dissertation über Sickness and Healing: A Case Study on the Dialectic of Culture and Personality. Danach folgte eine mehrjährige Tätigkeit zunächst als Gastdozent im M.A. Studiengang, dann als Dozent an der Akademie für Weltmission für Training in den Bereichen Missiologie, Cultural Anthropology, interkulturelle Kompetenz & Leadership, als Dozent am TS-Institut für Therapeutische Seelsorge und als Dozent für Ethnologie und interkulturelle Kommunikation am European Training Programme (ETP) der Wycliff Deutschland. Badenberg arbeitete sechs Jahre lang an einem Bibelübersetzungsprojekt und an kulturanthropologischen Forschungsarbeiten mit. Seine Lehrtätigkeit führte ihn an verschiedene Ausbildungsstätten in Deutschland und Kroatien.
Darüber hinaus war Badenberg Kurator am Institut für evangelikale Mission, als Sprachdozent der VHS Bayern in der Erwachsenenbildung und als Referent bei Podiumsdiskussionen und Motorradfahrer-Gottesdiensten tätig und engagierte sich im Leitungskreis von Gemeinde Unterwegs.
Seit Ende 2016 ist er mit dem Entwicklungsdienst Christliche Fachkräfte International (CFI) in der Lehrerausbildungsarbeit (Teacher Support Unit) des „Emmanuel Teacher Training College“ (ETTC) in Malawi tätig und begleitet dort junge Lehrer in den ersten Berufsjahren.

## Privates
Robert Badenberg ist verheiratet mit Rita. Das Paar hat zwei Kinder und wohnt in Ursheim am Hahnenkamm.

## Veröffentlichungen
- The Body, Soul and Spirit Concept of the Bemba in Zambia, Verlag für Kultur und Wissenschaft, Bonn 2002, ISBN 978-3-932829-50-5.
- Sickness and Healing: A Case Study on the Dialectic of Culture and Personality, VTR, Nürnberg 2003, ISBN 978-3-937965963.
- Das Menschenbild in fremden Kulturen: ein Leitfaden für eigene Erkundungen; Handbuch zu Lothar Käsers Lehrbuch "Animismus", VTR, Nürnberg 2007, ISBN 978-3-937965-91-8.
- Sambia oder Jederzeit ab jetzt: Mein afrikanisches Tagebuch, Johannis-Verlag, Lahr 2009, ISBN 978-3-501016282.
- La Conception de l'homme dans les cultures étrangères Guide d'investigation personnelle, Excelsis 2011, ISBN 978-2-7550-0144-0.
- Weisheiten aus dem Süden: Eine Sammlung von Sprichwörtern aus dem südlichen Afrika, Grin Verlag, München 2013, ISBN 978-3-638955522.
- The Concept of Man in Non-Western Cultures: A Guide for One's Own Research; Handbook to Lothar Käser's Textbook "Animism - A Cognitive Approach", VTR Publ., Nürnberg 2014, ISBN 978-3-957761156.

als Mitautor
- How about ‘Animism’? An Inquiry beyond Label and Legacy, in: Klaus Müller (Hrsg.): Mission als Kommunikation. Festschrift für Ursula Wiesemann zu ihrem 75. Geburtstag, VTR, Nürnberg 2007, ISBN 978-3-937965-75-8.
- Reich Gottes und Mission: "Dein Reich komme ...", VTR, Nürnberg 2011, ISBN 978-3-941750-49-4.
- Gott – der Drei-Eine: Anstoß der Mission, VTR, Nürnberg 2012, ISBN 978-3-941750-63-0.
- Evangelisation und Transformation: Zwei Münzen oder eine Münze mit zwei Seiten?, VTR, Nürnberg 2013, ISBN 978-3-941750-79-1.
- Organspende – Eine Entscheidung für das Leben? (mit Renate Knoch), SCM Hänssler, Holzgerlingen 2016, ISBN 978-3-7751-5674-5.

als Mitherausgeber
- ...so ganz anders. Fremdheit als theologisches und gesellschaftliches Phänomen, Francke-Verlag, Marburg an der Lahn 2013, ISBN 978-3-86827-351-9.
- Eschatologie und Mission (mit Friedemann Knödler und Thomas Schirrmacher), VTR Nürnberg 2015, ISBN 978-3-95776-047-0.